# Ульрих II (граф Остфрисланда)
Ульрих II (нем. Ulrich II, в.-фриз. Ulrich II; 6 июля 1605, Аурих, графство Остфрисланд — 1 ноября 1648, там же) — граф Остфрисланда с 1628 по 1648 год; представитель дома Кирксена. На время его правления пришлась Тридцатилетняя война, во время которой территория графства пострадала от действий партизан под командованием Эрнста фон Мансфельда. Только город Эмден избежал разграбления, благодаря новой крепостной стене.

## Биография
Ульрих был пятым ребенком во втором браке Энно III, графа Восточной Фрисландии с Анной Гольштейн-Готторпской, принцессой из Ольденбургского дома. После неожиданной смерти старшего брата, графа Рудольфа Кристиана, погибшего на дуэли 17 апреля 1628 года, он унаследовал графский титул и встал во главе феода.
Его правление историками оценивается, как неудачное. Ульриха тяготили обязанности суверена. Государственным делам, граф предпочитал праздный образ жизни, много ел и пил. Проблемы в его владениях, возникшие во время Тридцатилетней войны, были ему неинтересны. Их решение Ульрих поручил своим канцлерам Виарде и Бобарту. В то время, как население страдало от многочисленных трудностей, граф построил для себя новое охотничье поместье Тиргартен в Аурихе, а для своей супруги разбил парк Юлианенбург.
Тем не менее, некоторые важные для графства события произошли во время правления Ульриха II. В 1633 году граф позволил осушить низинные болота близ Тиммеля, и вскоре на этом месте был основан город Гросефен. Им также были основаны в 1631 году в Нордене и 1646 году в Аурихе две гимназии, которые ныне носят его имя — Ульрихсгимназиум и Ульрицианум.

### Брак и потомство
В 1631 году Ульрих сочетался браком с Юлианной Гессен-Дармштадтской (14.04.1606 — 15.01.1659), принцессой из Гессенского дома, дочерью Людвига V, ландграфа Гессен-Дармштадта и Магдалины Бранденбургской, принцессы из дома Гогенцоллернов. В браке родились три сына:
- Энно Людвиг (29.10.1632 — 4.04.1660), граф и князь Восточной Фрисландии, 7 ноября 1656 года сочетался браком с графиней Юстиной Софией фон Барби (14.04.1636 — 12.08.1677);
- Георг Кристиан (6.02.1634 — 6.06.1665), граф и князь Восточной Фрисландии, 10 мая 1662 года сочетался браком с принцессой Кристиной Шарлоттой Вюртембергской (21.10.1645 — 16.05.1699);
- Эдцард Фердинанд (12.07.1636 — 1.01.1668), принц Восточно-Фрисландский, 22 июля 1665 года сочетался браком с графиней Анной Доротеей фон Крихинген (ум. 20.05.1705).

После смерти Ульриха II в Аурихе 1 ноября 1648 года, во главе феода в статусе регента, из-за несовершеннолетия наследника, стала вдовствующая графиня Юлиана Гессен-Дармштадтская.